# Route nationale 8 (Estonie)
Pour les articles homonymes, voir Route nationale 8.
La route nationale 8 (Põhimaantee 8) est une route nationale estonienne reliant Tallinn à Paldiski. Elle mesure 47,2 km. Elle fait partie de la route européenne 265.

## Tracé
- Comté de Harju
  - Tallinn
  - Harku
  - Hüüru
  - Kiia
  - Tutermaa
  - Keila
  - Paldiski